# Bereszit (sonda kosmiczna)
Bereszit (hebr. ‏בְּרֵאשִׁית‎) – izraelska sonda kosmiczna i lądownik, zbudowana kosztem 100 mln USD przez organizację non-profit SpaceIL oraz Israel Aerospace Industries. Została wyniesiona 21 lutego 2019 roku przez rakietę Falcon 9 z kosmodromu CCAFS.
Bereszit był pierwszą prywatną sondą, która miała wylądować na Księżycu, jej powstanie ma swoje źródło w ostatecznie nierozstrzygniętym konkursie Google Lunar X Prize. Lądowanie było zaplanowane na 11 kwietnia 2019 ok. godz. 19.30 UTC na Morzu Jasności, w pobliżu miejsca lądowania Apollo 15, ale podczas podejścia awarii uległ główny silnik i sonda rozbiła się o powierzchnię Księżyca. Nazwa pochodzi od pierwszych słów Księgi Rodzaju: „Na początku”.

## Budowa i ładunek
Statek miał kształt walca o wymiarach 1,5 m wysokości i 2 m średnicy, z czterema nogami i masie całkowitej 585 kg (masa paliwa 435 kg). Na górnej części zamontowane zostały panele słoneczne. Lądownik wyposażono w aparat fotograficzny, magnetometr i laserowy retroreflektor. Oprócz tego Bereszit niósł na pokładzie flagę Izraela, nagranie hymnu, tekst Biblii po hebrajsku, rysunki dzieci oraz kapsułę czasu, która zawierała wielką bazę danych z milionami zarchiwizowanych dokumentów z Ziemi, m.in. różne słowniki i encyklopedie z całego świata. Kapsułę zabezpieczono warstwą żywicy epoksydowej, zawierającą próbki ludzkiego DNA i niesporczaki.

## Cel misji
Celem misji były pomiary pola magnetycznego Księżyca oraz wykonywanie zdjęć. Po wyczerpaniu się akumulatorów lądownik miał pełnić funkcję kolejnego retroreflektora na Księżycu.